# Morrison, Illinois
Morrison är administrativ huvudort i Whiteside County i Illinois. Vid 2010 års folkräkning hade Morrison 4 188 invånare.

## Kända personer från Morrison
- Robert A. Millikan, fysiker